# Světový esperantský svaz
| Esperanto |  |
| |  |
| Jazyk |  |
| |  |
| - Akademie esperanta - Gramatika - Slovníky - Esperantologie - Abeceda - Číslovky - Fundamento - lernu! - Letní škola esperanta                                                                             |  |
| |  |
| Organizace |  |
| |  |
| - UEA - TEJO - E@I - EEU - SAT - Český esperantský svaz - Česká esperantská mládež - Esperantské kluby - Katolíci                                                                                           |  |
| |  |
| Dějiny |  |
| |  |
| - Ludvík Lazar Zamenhof - Časová osa - Buloňská deklarace - Ido-schizma - Krize ata/ita - Neutrální Moresnet - Interhelpo - Pražský manifest - Bona Espero - Esperantské město                              |  |
| |  |
| Kultura |  |
| |  |
| - Esperantská setkání - Pasporta Servo - Hudba - Rozhlas - Finvenkismus - Homaranismus - Kabei - Politika - La Espero - Stelo - Symboly (vlajka) - UK - IJK - Esperantista - Rodilí mluvčí - Zamenhofův den |  |
| |  |
| Literatura |  |
| |  |
| - Autoři - Esperantské časopisy - Esperantské slovníky - PIV - Wikipedie - KAEST |  |
| |  |
| Úhly pohledu |  |
| |  |
| - Propedeutická hodnota - Srovnání s idem - Srovnání s interlinguou - Reformy - Odpor vůči esperantu |  |

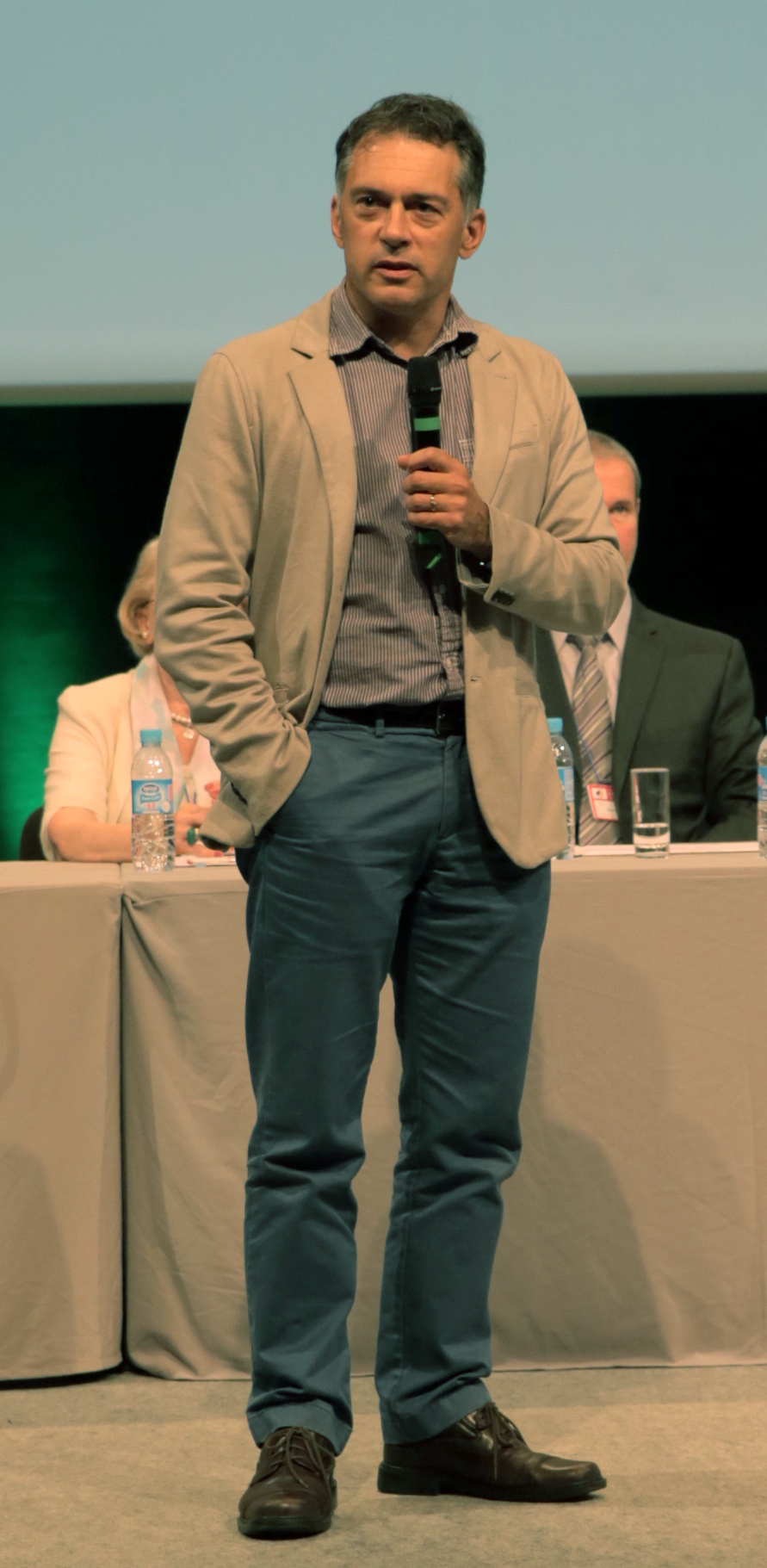
Mark Fettes

Světový esperantský svaz (Universala Esperanto-Asocio, zkratkou UEA) je nejvyšší organizací esperantského hnutí je se sídlem v Rotterdamu. UEA má pobočky v Antverpách, New Yorku, Budapešti a připravuje další v Tokiu. Nynějším předsedou od r. 2019 je britský profesor Duncan Charters.
Světový esperantský svaz byl založen roku 1908 Hectorem Hodlerem a od té doby tvoří esperantské ústředí, které řídí celosvětové hnutí, pořádá světové sjezdy esperanta, odborné konference, patří mezi organizace UNESCO do kategorie B, kde jsou nejvýznamnější světové organizace.
Světový esperantský svaz má individuální členy ve sto zemích a je v něm organizováno několik desítek zemských esperantských svazů a další desítky mezinárodních organizací.

## Cíle
Cílem UEA je šířit užívání mezinárodního jazyka esperanta, čímž chce napomoci řešení v mezinárodní komunikaci a usnadňovat tak duchovní a materiální vztahy mezi lidmi, bez ohledu na národnost, rasu, pohlaví, náboženství, politiku nebo jazyk. Mezi svými členy pevný chce rozvíjet pocit solidarity.
UEA dále pořádání Mezinárodních sjezdových univerzit za účelem zpopularizování vědeckých poznatků pomocí esperanta a podnítit vědeckou literaturu v esperantu.

## Delegáti
UEA má rozsáhlou delegátskou síť o více než čtyřech tisících delegátech na více než třech tisících místech světa, kteří zastupují svaz a bezplatně poskytují pomoc svým členům. Delegátství je čestný úřad a delegáti za svou činnost nepobírají peníze.

## Publikace
UEA vydává revui Esperanto, která je oficiálním orgánem UEA, každoročně vydává ročenku pod názvo Jarlibro o čtyřech a pěti stech stranách. Ročenka obsahuje listinu delegátů, zprávy o činnosti, zprávy o různých esperantských svazech, seznam časopisů atp.
Mládežnická sekce (TEJO) vydává revui Kontakto. UEA vydává série UN kaj NI, ve kterých informuje o svých jednáních s OSN a Esperanto-Dokumentoj, příležitostně taky vydává knihy.